# Aksamitka (roślina)

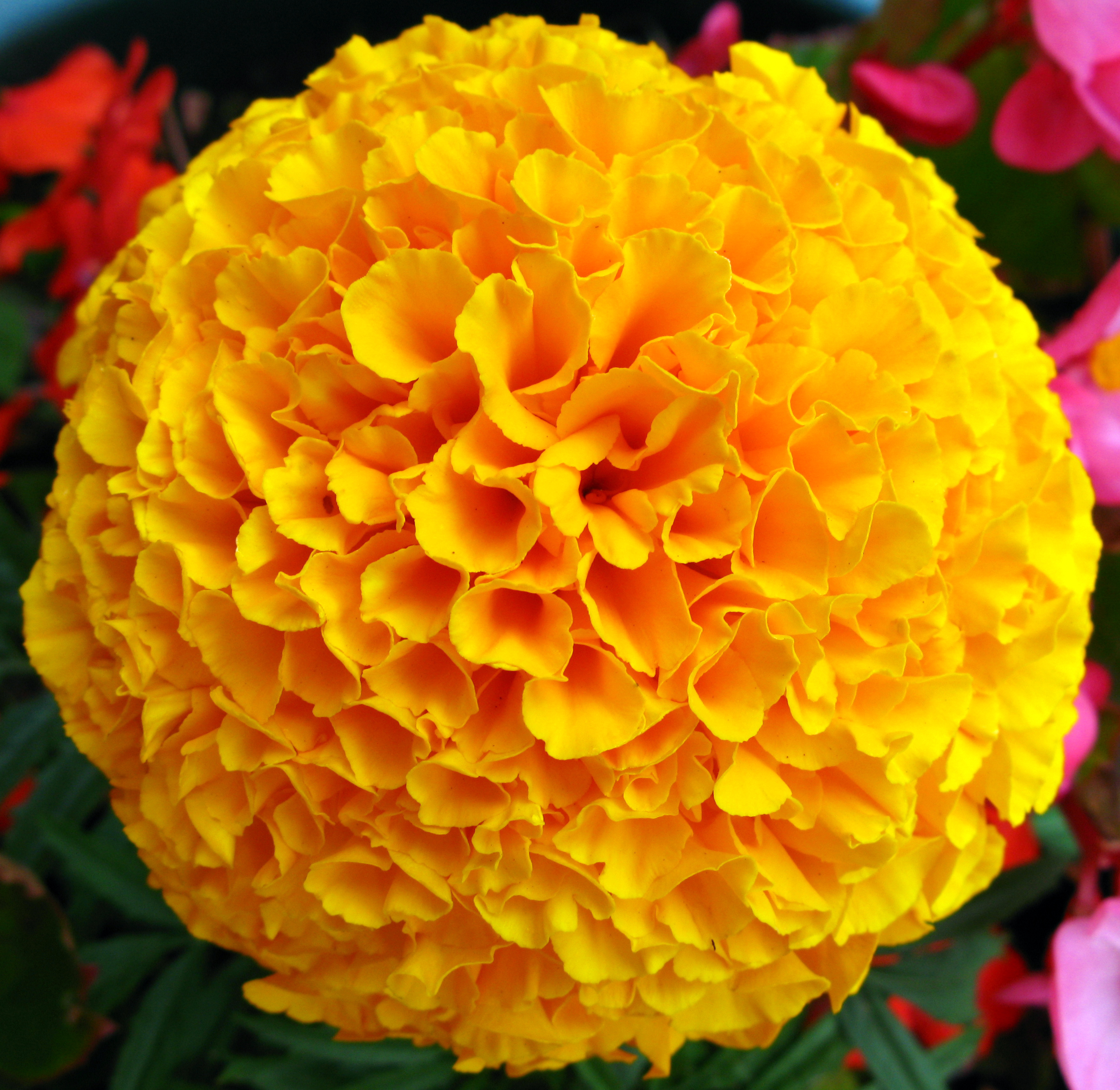
Aksamitka wzniesiona (Tagetes erecta) w odmianie pełnokwiatowej

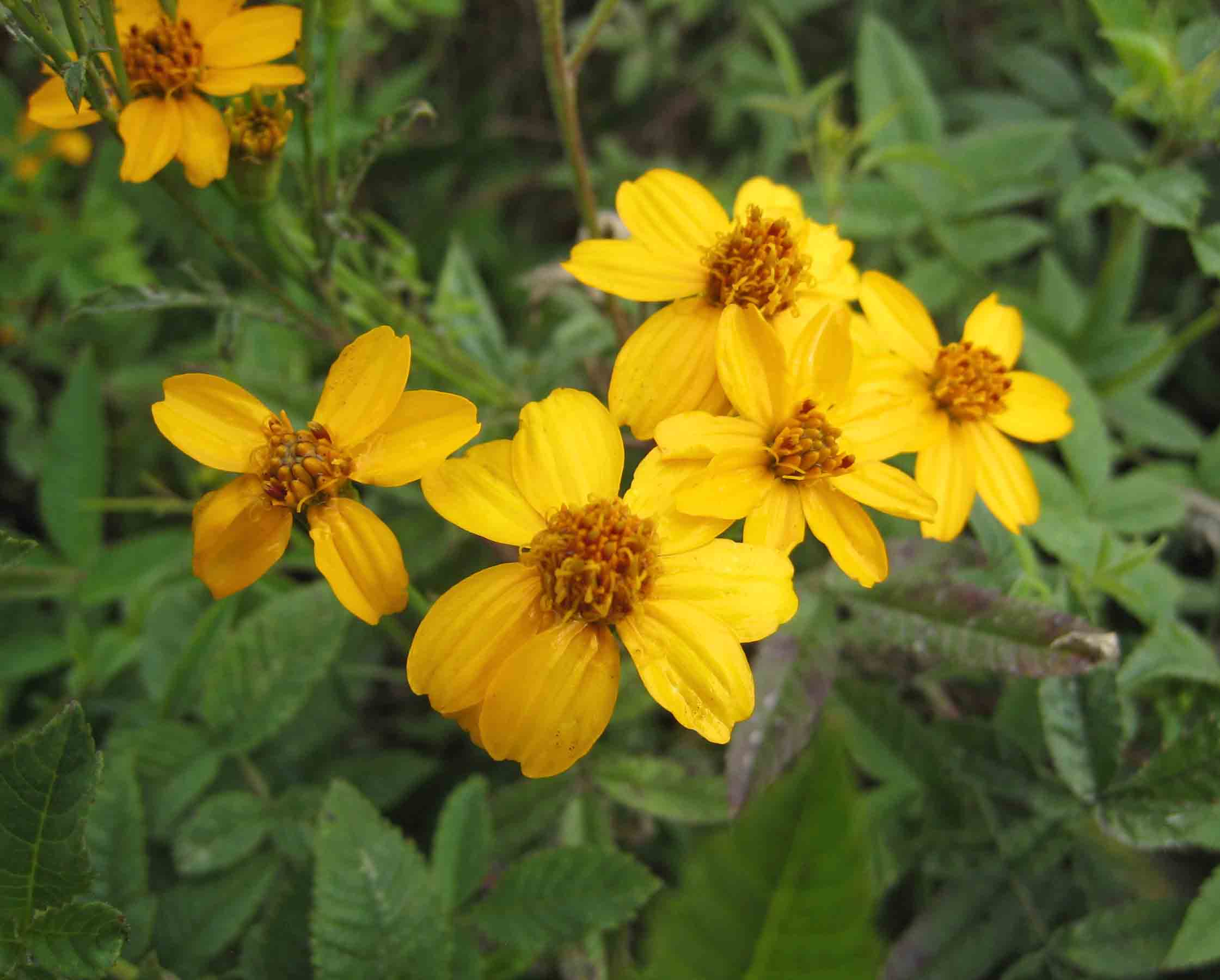
Aksamitka Lemonna (Tagetes lemmonii)

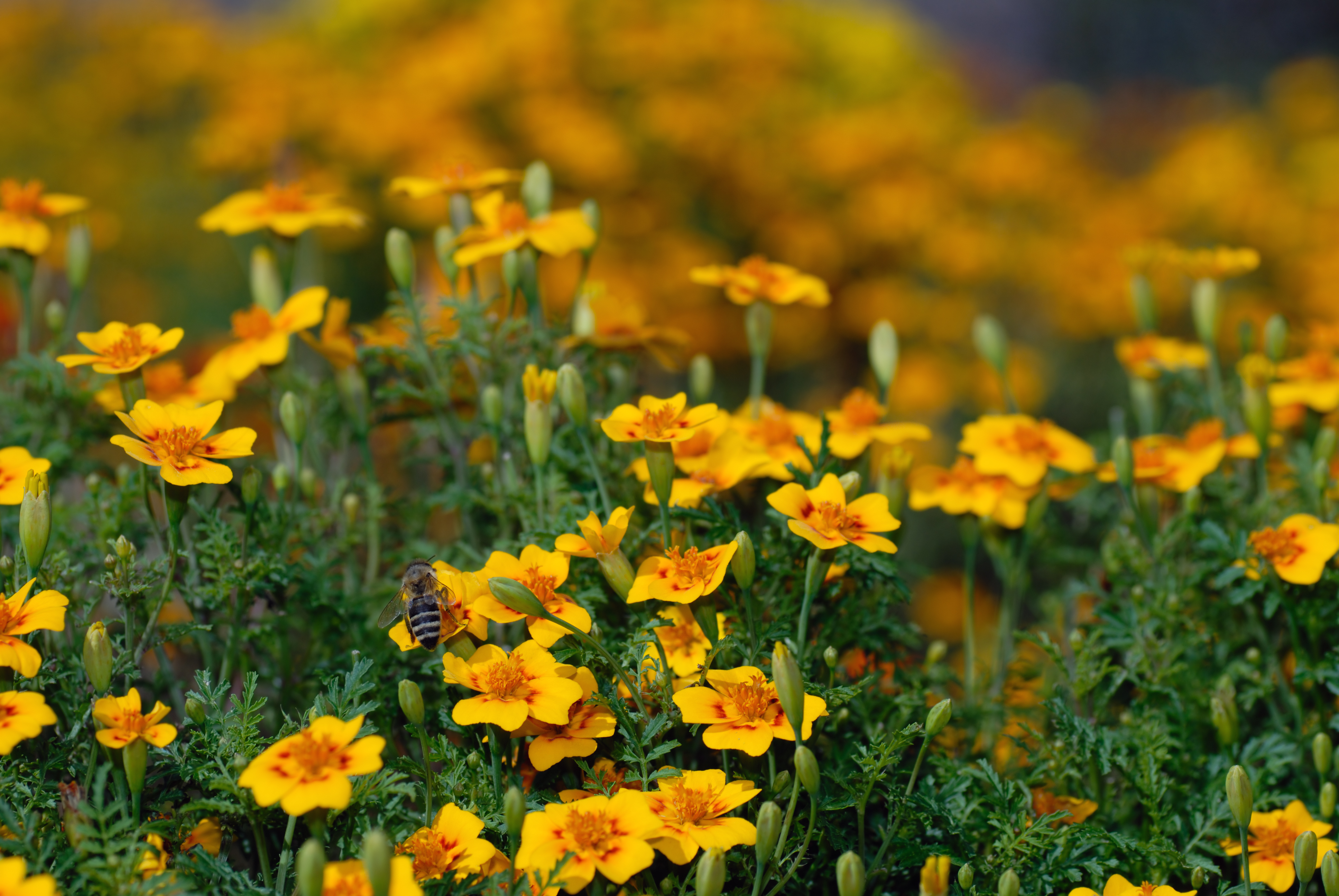
Aksamitka wąskolistna (Tagetes tenuifolia)

Aksamitka (Tagetes L.) – rodzaj roślin z rodziny astrowatych. Obejmuje 49 gatunków. Rośliny te występują naturalnie na obu kontynentach amerykańskich, głównie w strefie międzyzwrotnikowej, z centrum zróżnicowania w Meksyku, gdzie rosną 24 gatunki. Szerzej rozprzestrzenione są w Ameryce Południowej, gdzie brak ich tylko w Amazonii i południowym Chile. Na północy zasięg rodzaju sięga południowej części Stanów Zjednoczonych. Rośliny te zostały szeroko rozprzestrzenione przez człowieka i jako dziczejące obecne w pozostałej części Stanów Zjednoczonych, na Antylach, w Gujanie, oraz na innych kontynentach – w Europie, Afryce, Azji i Australii. Gatunkiem inwazyjnym na Hawajach i w Afryce jest aksamitka drobna T. minuta.

## Morfologia
PokrójRośliny jednoroczne, byliny, półkrzewy i krzewy osiągające na ogół od 10 do 80 cm wysokości, w niektórych przypadkach także 2 m wysokości. Łodygi zwykle prosto wzniesione, rozgałęzione na całej długości lub tylko w górnej części.
LiścieTylko łodygowe (brak liści odziomkowych), naprzeciwległe, rzadziej w szczytowej części pędu też skrętoległe. Ogonkowe lub siedzące, nagie lub owłosione, pierzasto wcinane lub złożone, czasem dwu- i trzykrotnie, z łatkami całobrzegimi lub ząbkowanymi.
KwiatyZebrane w koszyczki pojedyncze lub tworzące podbaldachy złożone. Okrywy wąskostożkowate, wrzecionowate do szeroko dzwonkowatych, o średnicy do ponad kilkunastu mm. Listki okrywy trwałe w liczbie kilku do kilkudziesięciu, w jednym lub dwóch rzędach, zrośnięte na znacznej długości. Osadnik wypukły do stożkowatego, gładki lub dołeczkowany, bez plewinek. Brzeżne kwiaty języczkowe są słupkowe i płodne, z wyjątkiem odmian pełnokwiatowych. Ich korona jest żółta, pomarańczowa do czerwonobrązowej, czasem biała. Kwiaty rurkowate w liczbie od kilku do ponad 100 są obupłciowe i płodne. Ich korony są żółte do pomarańczowych, czasem z końcami czerwonymi lub brązowoczerwonymi. Zwieńczone są 5 trójkątnymi, lancetowatymi lub równowąskimi łatkami.
OwoceNiełupki nieco piramidalne lub wrzecionowate i obłe, czasem nieco spłaszczone, gładkie lub owłosione. Puch kielichowy trwały w postaci kilku wolnych lub zrastających się łuseczek.

## Systematyka
Pozycja systematyczna
Rodzaj z plemienia Tageteae z podrodziny Asteroideae w obrębie rodziny astrowatych Asteraceae.
Wykaz gatunków
- Tagetes apetala Posada-Ar.
- Tagetes arenicola Panero & Villaseñor
- Tagetes argentina Cabrera
- Tagetes biflora Cabrera
- Tagetes campanulata Griseb.
- Tagetes coronopifolia Willd.
- Tagetes daucoides Schrad.
- Tagetes dianthiflora Kunth
- Tagetes elliptica Sm.
- Tagetes epapposa B.L.Turner
- Tagetes erecta L. – aksamitka wzniesiona
- Tagetes filifolia Lag.
- Tagetes foetidissima DC.
- Tagetes gracilis DC.
- Tagetes hartwegii Greenm.
- Tagetes iltisiana H.Rob.
- Tagetes imbricata Schiavinato & Adr.Bartoli
- Tagetes lacera Brandegee
- Tagetes laxa Cabrera
- Tagetes lemmonii A.Gray – aksamitka Lemmona
- Tagetes linifolia Seaton
- Tagetes lucida Cav. – aksamitka lśniąca
- Tagetes lunulata Ortega
- Tagetes mandonii Sch.Bip. ex Klatt
- Tagetes micrantha Cav.
- Tagetes minuta L. – aksamitka drobna
- Tagetes mirandae Schiavinato & Adr.Bartoli
- Tagetes moorei H.Rob.
- Tagetes mulleri S.F.Blake
- Tagetes multiflora Kunth
- Tagetes nelsonii Greenm.
- Tagetes oaxacana B.L.Turner
- Tagetes ostenii Hicken
- Tagetes palmeri A.Gray
- Tagetes parryi A.Gray
- Tagetes pauciloba DC.
- Tagetes perezii Cabrera
- Tagetes persicifolia (Benth.) B.L.Turner
- Tagetes praetermissa (Strother) H.Rob.
- Tagetes pringlei S.Watson
- Tagetes riojana M.Ferraro
- Tagetes rupestris Cabrera
- Tagetes sororia Standl. & Steyerm.
- Tagetes stenophylla B.L.Rob.
- Tagetes subulata Cerv.
- Tagetes tenuifolia Cav. – aksamitka wąskolistna
- Tagetes terniflora Kunth
- Tagetes verticillata Lag. & Rodr.
- Tagetes zypaquirensis Bonpl.

Wyróżniany nierzadko gatunek aksamitka rozpierzchła Tagetes patula jest synonimizowany z aksamitką wzniesioną Tagetes erecta. 

## Zastosowanie
- Rośliny ozdobne: Niektóre gatunki uprawiane są jako ozdobne w licznych odmianach uprawnych. Dotyczy to zwłaszcza aksamitki wzniesionej Tagetes erecta (wraz z łączoną z nią aksamitką rozpierzchłą)[6].
- Roślina lecznicza: Naziemne części rośliny bywają wykorzystywane do produkcji leków. Aksamitki są stosowane w problemach układu pokarmowego, w tym przy braku apetytu, wzdęciach, bólach brzucha, kolkach, helmintozie i czerwonce. Są również stosowane na kaszel, przeziębienie, nagminne zapalenie przyusznic, czy ból oczu. Powodują pocenie się[9].
- Sztuka kulinarna: Jadalne płatki kwiaty stosuje się do sałatek i do ozdabiania potraw. Ponadto aksamitka lśniąca (T. lucida) jest używany w kuchni jako substytut bardziej znanego estragonu[10].
- Roślina allelopatyczna – aksamitka drobna ogranicza rozwój chwastów i odstrasza zapachem szkodniki glebowe[11]. W ogrodnictwie w tym celu wykorzystywany bywa olejek eteryczny pozyskiwany z aksamitek[7].

## Uprawa
Rośliny łatwe w uprawie, mogą się dostosować do większości gleb ogrodowych. Preferują stanowiska w pełnym nasłonecznieniu. Konieczne jest podlewanie w okresach suszy. Większość gatunków aksamitki to rośliny tropikalne, które są bardzo wrażliwe na mróz. Jednak często są uprawiane w klimacie umiarkowanym jako rośliny jednoroczne. 
Rozmnażają się z nasion wysiewanych do rozsadników wczesną wiosną. Chcąc, by zakwitły wcześniej, wysadzić należy sadzonki uprawiane pod osłonami. Rośliny mogą być atakowane przez ślimaki, a przy długotrwałych deszczach przez szarą pleśń (zapobiega się jej chemicznie, przez opryskiwanie preparatami grzybobójczymi). 